# کن-جلگه (شهرستان آلای)
کن-جلگه (به لاتین: Keng-Jylga) روستایی در استان اوش در قرقیزستان است. این روستا بخشی از شهرستان آلای است. جمعیت آن در سال ۲۰۲۱ بالغ بر ۲٬۷۰۹ نفر بود.